# Criciúma
Criciúma är en stad och kommun i Brasilien och ligger i delstaten Santa Catarina. Kommunen har cirka 200 000 invånare, med cirka 340 000 invånare i hela storstadsområdet.

## Administrativ indelning
Kommunen var 2010 indelad i två distrikt:
- Criciúma
- Rio Maina

## Storstadsområde
Storstadsområdet, Região Metropolitana de Carbonífera, bildades formellt den 9 januari 2002. Området är indelat i en central del, Núcleo Metropolitano (som består av sju kommuner) och en yttre del, Área de Expansão Metropolitana (som består av nitton kommuner).
Núcleo Metropolitano
- Cocal do Sul, Criciúma, Forquilhinha, Içara, Morro da Fumaça, Nova Veneza, Siderópolis

Área de Expansão Metropolitana
- Araranguá, Balneário Arroio do Silva, Balneário Gaivota, Balneário Rincão¹, Ermo, Jacinto Machado, Lauro Muller, Maracajá, Meleiro, Morro Grande, Passo de Torres, Praia Grande, Santa Rosa do Sul, São João do Sul, Sombrio, Timbé do Sul, Treviso, Turvo, Urussanga

¹ Tillhörde kommunen Içara till den 1 januari 2013.